# Ithomiola cascella
Ithomiola cascella är en fjärilsart som beskrevs av William Chapman Hewitson 1870. Ithomiola cascella ingår i släktet Ithomiola och familjen Riodinidae. Inga underarter finns listade i Catalogue of Life.

## Bildgalleri

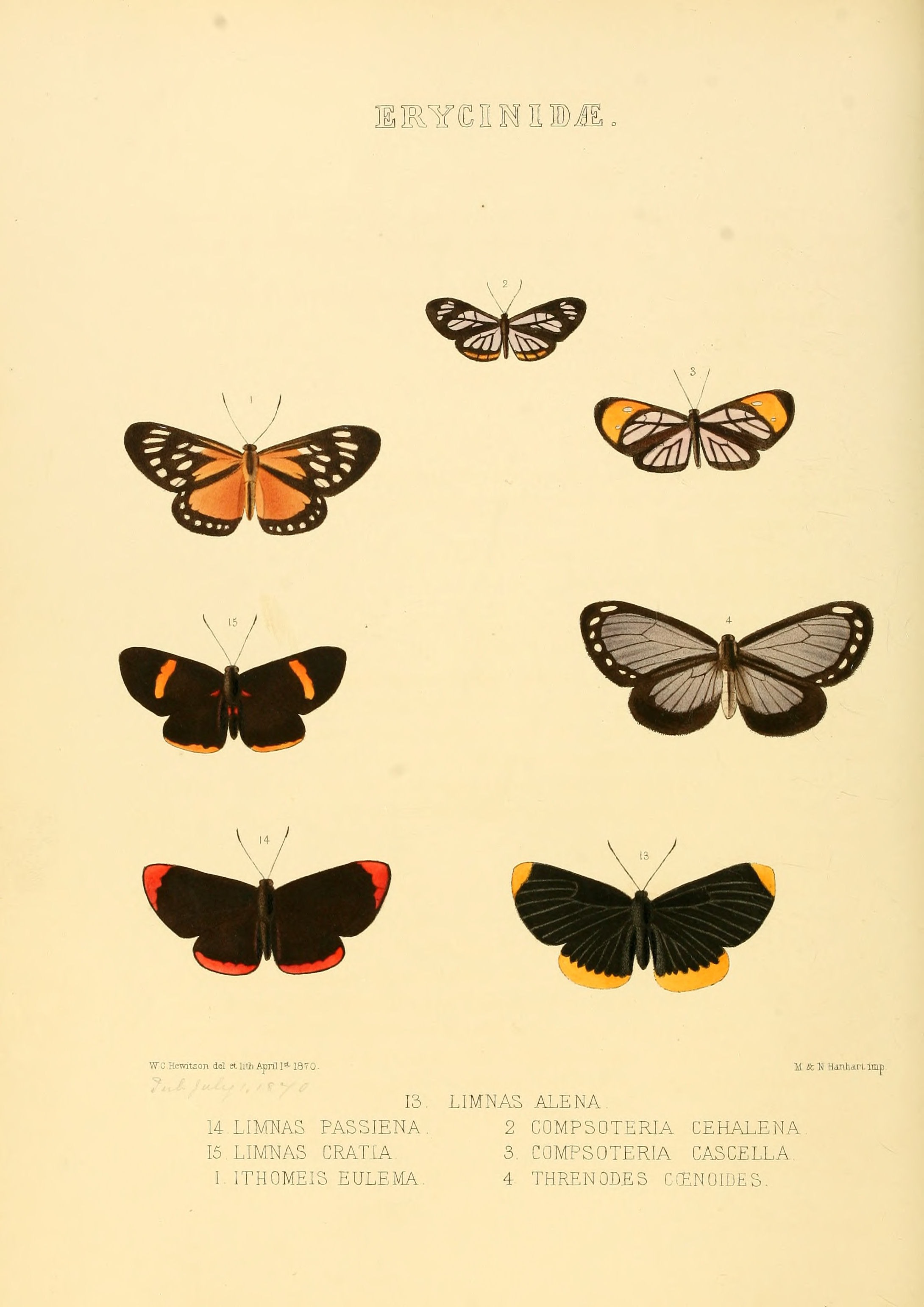